# JAE WON
JAE WON(1997년 ~)은 대한민국의 가수다. 2018년 싱글 《Know》로 데뷔했다.

## 방송
- 보이스 코리아 2 (2013) - Top28

## 음반
- Know (2018)
- WE SHOULD (2019)
- Reply (2019)